# Clossiana nenoquis
Clossiana nenoquis är en fjärilsart som beskrevs av Tryon Reakirt 1866. Clossiana nenoquis ingår i släktet Clossiana och familjen praktfjärilar. Inga underarter finns listade i Catalogue of Life.